# Buslijn 99 (Nijmegen-Uden)
Buslijn 99 is een buslijn tussen de plaatsen Nijmegen en Uden, die wordt gereden door Hermes (onder de naam Breng) en Arriva (onder de naam Bravo).

## Route
De buslijn rijdt vanaf het centraal station van Nijmegen via de Wijchense wijk Alverna, Nederasselt, Grave, Velp, Reek en Zeeland naar Uden. De bussen hebben meestal het busstation in Uden als eindhalte, maar soms ook het busstation in Grave.

## Geschiedenis
De lijn is ontstaan in 2003, toen buslijn 21 van Nijmegen naar Eindhoven in Uden in tweeën werd geknipt. Het deel tussen Uden en Eindhoven bleef onder lijn 21 vallen, terwijl het deel tussen Nijmegen en Uden lijn 99 werd. Sindsdien is de route grotendeels hetzelfde gebleven, op een paar halte- en routewijzigingen na.